# 메드웨이

메드웨이의 위치

메드웨이(영어: Medway)는 잉글랜드 켄트주에 위치한 단일 자치구로 중심 도시는 채텀이며 면적은 192.03km2, 인구는 274,015명(2014년 기준)이다. 1998년 4월 1일에 신설되었다.